# Меза (департман)
Меза (фр. Meuse) департман је у североисточној Француској. Припада региону Лорена, а главни град департмана (префектура) је Бар ле Дик. Департман Меза је означен редним бројем 55. Његова површина износи 6.211 км². По подацима из 2010. године у департману Меза је живело 193.923 становника, а густина насељености је износила 31 становник по км².
Овај департман је административно подељен на:
- 3 округа
- 31 кантон и
- 500 општина.

## Демографија
| 1999.   |
| ------- |
| 192.198 |